# پارک ملی نچکینسکی
پارک ملی نچکینسکی (انگلیسی: Nechkinsky National Park) یک پارک ملی حفاظت‌شده در استان اودمورتیای کشور روسیه است.